# Final Fantasy Tactics
Final Fantasy Tactics (ファイナルファンタジータクティクス, Fainaru Fantajī Takutikusu) é um jogo eletrônico RPG tático desenvolvido e publicado pela SquareSoft para o PlayStation. Foi o primeiro jogo da subsérie Final Fantasy Tactics, sendo lançado no Japão em junho de 1997 e nos Estados Unidos em janeiro de 1998. O jogo combina elementos temáticos da série Final Fantasy com um motor de jogo e sistema de batalha diferente do que havia sido feito anteriormente na franquia. Tactics usa um campo de jogo tridimensional, isométrico e rotacionável.
O jogo se passa em um reino medieval ficcional chamado Ivalice criado pelo diretor e roteirista Yasumi Matsuno. A história segue Ramza Beoulve, um cadete que acaba se envolvendo no meio de um complicado conflito militar conhecido como A Guerra do Leão, onde duas facções nobres rivais estão competindo pelo trono do reino. Ramza e seus aliados acabam descobrindo um plano sinistro por de trás da guerra.
Um título spin-off chamado Final Fantasy Tactics Advance foi lançado em 2003 para o Game Boy Advance, com sua sequência Final Fantasy Tactics A2: Grimoire of the Rift sendo lançada em 2007 para o Nintendo DS. Vários outros jogos desde então utilizaram Ivalice como cenário principal, como Vagrant Story e Final Fantasy XII. De forma geral, Tactics foi bem recebido pela crítica e se tornou bem popular com os fãs da série.

### Extensões do jogo
Em 2007, foi lançada uma versão para o console PSP, com o títullo: Final Fantasy Tactics: The War of the Lions.
Nesta versão do jogo, há um novo capítulo, além do remake de todas as cutscenes da obra em estílo 3D.
Em 2025, a Square Enix anunciou Final Fantasy Tactics: The Ivalice Chronicles, uma edição que contará com o jogo de 1997 com o script de War of the Lions e uma versão remake do jogo com balanceamentos e novo conteúdo, semelhante ao que foi feito com Tactics Ogre Reborn.